# رام‌های یاقوتی
رام‌های یاقوتی (نام علمی: Mikrogeophagus)، سرده‌ای از سیکلیدهای کوچک بومی حوضه‌های آمازون و اورینوکو در آمریکای جنوبی است. هر دو گونه در میان آکواریوم‌داران به ویژه M. ramirez محبوب هستند.
این گونه‌ها روی صخره‌ها یا برگ‌های مسطح تخم‌ریزی می‌کنند و نه در غارها مانند ماهی‌هایی از سردهٔ سیکلیدهای نزدیک به Apistogramma.

## گونه‌ها
گونه‌های شناخته‌شده در حال حاضر در این سرده عبارتند از:
- Mikrogeophagus altispinosus (Haseman، 1911) (رام بولیوی)
- Mikrogeophagus ramirezi (GS Myers & Harry, 1948) (رام سیکلید)